# Гай (Люблінське воєводство)
Гай (пол. Haj) — частина села Дениска у Польщі, в Люблінському воєводстві Томашівського повіту, ґміни Ульгівок.